# Guglielmo Zuelli

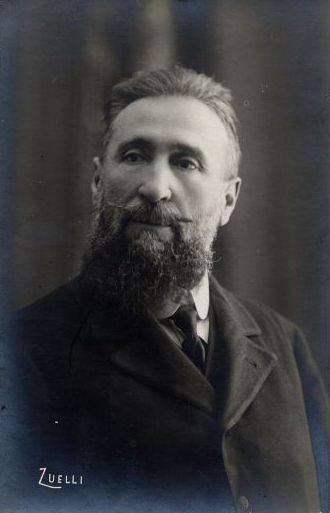

Guglielmo Zuelli (* 20. Oktober 1859 in Reggio nell’Emilia; † 17. Oktober 1941 in Mailand) war ein italienischer Komponist, Dirigent und Musikpädagoge.
Neben Werken in kleinerer Besetzung komponierte Zuelli mehrere sinfonische Dichtungen und eine Sinfonie. Mit der Oper La fata del Nord gewann er 1884 den Concorso Sonzogno. Eine weitere Oper (Mocanna o Il profeta del Korasan) blieb unaufgeführt. Zuelli war Direktor der Konservatorien von Parma und Palermo sowie der Musikschule von Forli. Zu seinen Schülern zählten Giuseppe Mulè, Francesco Paolo Neglia und Edoardo Dagnino.

## Quelle
Francesca Faiella: "NOMI DI PIETRA LA STORIA E LA TOPONOMASTICA DELLE STRADE DI ROMA OSTIA E L'ENTROTERRA MUNICIPIO X", Lulu.com, 2017, ISBN 978-1-326-95695-0
| Personendaten    | Personendaten                                       |
| ---------------- | --------------------------------------------------- |
| NAME             | Zuelli, Guglielmo                                   |
| KURZBESCHREIBUNG | italienischer Komponist, Dirigent und Musikpädagoge |
| GEBURTSDATUM     | 20. Oktober 1859                                    |
| GEBURTSORT       | Reggio nell’Emilia                                  |
| STERBEDATUM      | 17. Oktober 1941                                    |
| STERBEORT        | Mailand                                             |